# Pegativ
Pegativ (förkortat: PEG) är ett hypotetiskt grammatiskt kasus som prototypiskt markerar agent för en åtgärd av givande.
Kasuset har anförts av den danska språkforskaren Søren Wichmann för Azoyú variation av tlapanekiska som verkar vara det enda naturliga språket som använder ett sådant kasus. Wichmann skrev att han har:
| ”                | […] baserat ‘Pegativ’ på grekiska πηγή, som betyder ‘ursprung, källa, emanation, et cetera’ för att tillhandahålla ett namn för ett fall som prototypiskt hänför sig till en givare i motsats till en mottagare. | „ |
| – Søren Wichmann | |   |

Emellertid placeras tlapanekiska kausalsystemet verbalt, och det är kontroversiellt om verbalkasus som sådant faktiskt existerar.

## Originalcitat
1. ↑  […] based ‘Pegative’ on the Greek πηγή, which means ‘origin, source, emanation, etc.’ to provide a name for a case that proto-typically refers to a giver as opposed to a recipient".